# Karl von Liebezeit
Karl von Liebezeit (* 4. November 1933 in St. Pölten; † 23. April 2002 in Hamburg) war ein deutscher Schauspieler österreichischer Herkunft. Er ist der Vater des deutschen Film/Fernsehschauspielers Karl-Heinz von Liebezeit.

## Leben
Karl von Liebezeit wuchs in Maribor auf und kam 1945 mit seiner Familie nach Graz. Dort absolvierte er nach dem Besuch des Gymnasiums eine Ausbildung an der Theaterschule Neuber-Gaudernak. 1955 hatte er sein erstes Engagement am Stadttheater St. Pölten.  Danach trat er in Karlsruhe und Basel auf. In Karlsruhe unterrichtete er zudem das Fach Rollenstudium an der Badischen Schauspielschule des Theaters Die Insel.
1966 wurde er von Hans Schalla nach Bochum engagiert, wo er danach auch unter der Intendanz von Peter Zadek bis 1977 zum festen Ensemble gehörte. Weitere Stationen waren Dortmund, Düsseldorf (Düsseldorfer Schauspielhaus unter Günther Beelitz), Hamburg, Marburg und Wunsiedel. Mit Klaus-Maria Brandauer ging er auf Tournee. Von 1983 bis 1999 gehörte Karl von Liebezeit dem Ensemble des Rheinischen Landestheaters Neuss an.
Karl von Liebezeit war auch in kleineren Rollen in Film und Fernsehen zu sehen, unter anderem als Herr Engel in dem von Rainer Werner Fassbinder produzierten Spielfilm Die Zärtlichkeit der Wölfe und als Gastdarsteller in verschiedenen Fernsehserien wie Mit einem Bein im Grab. Neben der Schauspielerei wirkte er als Sprecher an über 80 Hörspielen für den Rundfunk mit.
Bei seinem letzten Engagement in Neuss setzte sich Karl von Liebezeit mit Lesungen und etlichen Spendensammlungen für die Stiftung von Menschen für Menschen ein. Er war auch als Betriebsratsvorsitzender und Obmann der Bühnengenossenschaft tätig. Nach kurzer, schwerer Krankheit starb er 2002 an Leukämie.